# Публій Клелій Сікул
Пу́блій Кле́лій Сіку́л (лат. Publius Cloelius Siculus; V (?) — IV століття до н. е.) — політичний і військовий діяч Римської республіки, військовий трибун з консульською владою (консулярний трибун) 378 року до н. е.

## Біографічні відомості
Походив з патриціанського роду Клеліїв. Про молоді роки його, батьків відомості не збереглися.
378 року до н. е. його було обрано військовим трибуном з консульською владою разом з Спурієм Фурієм Медулліном, Ліцінієм Мененієм Ланатом, Марком Горацієм Пульвіллом, Квінтом Сервілієм Фіденатом і Луцієм Геганієм Мацеріном. Того часу, як в Римі патриції та плебеї жваво дискутували щодо питання про римських громадян, яких віддавали в рабство через борги, вольски почали трощити сільську місцевість навколо Рима. Сенат одразу ж організував військову кампанію, і армія розділили на дві частини. Спурій Фурій і Марк Горацій ввійшли на територію вольськів уздовж узбережжя, в той час як Квінт Сервілій і Луцій Геганій керували армією, яка була розташована навколо Риму. Оскільки вольски відмовилися від явних бойових дій, римляни вдалися до розграбування сільської місцевості супротивника. За цю каденцію були відновлені та реформовані правила царя Сервія Туллія стосовно різних коміцій, було встановлено дипломатичні відносини з Діонісієм I, тираном Сиракуз. Про дії безпосередньо Публія Клелія під час трибунського терміну, як й про подальшу долю його, згадок немає.